# Kisolo
Il kisolo o chisolo è un mancala giocato in alcune regioni della Repubblica Democratica del Congo e in Zimbabwe dai popoli Luba, Lulua e Songye. Il significato del nome è dubbio. In swahili, solo indica i semi usati come pezzi nei mancala; ki potrebbe significare "produrre" (swahili) oppure "vero e proprio" (lingue bantu), per cui si avrebbe rispettivamente "produrre semi" oppure qualcosa come "il vero gioco" (il gioco per eccellenza).
Il kisolo assomiglia in parte a giochi come il bao o più ancora il Bao Kiarabu o il coro. I Sukuma della Tanzania giocano a un gioco detto isolo, simile al kisolo e al bao.

## Regole

### Tavoliere e disposizione iniziale
Il tavoliere del kisolo è generalmente composto da 4 file di 7 buche, ma esistono varianti 4x6 e di altre dimensioni (il numero di file però non può variare). Inizialmente, 3 semi sono piazzati in ciascuna buca. Nei tavolieri tradizionali del Congo le buche sono solitamente rotonde; solo nella regione del Katanga si trovano con una certa frequenza tavolieri con le buche quadrate. I semi più usati come pezzi sono quelli dell'albero ngola (Pictantus makombo) o dell'albero menga (Canarium schweinfurtii).

### Turno di gioco
Al proprio turno, il giocatore deve, se possibile, catturare. La cattura è possibile se c'è almeno una buca non vuota nella fila interna del giocatore, antistante a una buca avversaria anch'essa non vuota (una buca marker). In tal caso, sono catturati tutti i semi della buca avversaria e, se ce ne sono, anche quelli della buca "dietro" (stessa colonna, fila esterna). Se sono possibili diverse catture, ovviamente, il giocatore può scegliere quale eseguire.
I pezzi catturati vengono seminati in senso antiorario, a partire dalla buca successiva a quella da cui è avvenuta la cattura. Se la buca successiva a quella dove viene deposto l'ultimo seme della semina è anch'essa un marker, avviene una nuova cattura e prosegue la semina ("a staffetta"). Se invece tale buca non è un marker ma è non vuota, i semi della buca vengono prelevati e seminati. Si può notare che la cattura e semina a staffetta sono quasi identici, per esempio, a quelli dell'Omweso, eccetto che la buca significativa nel Kisolo è quella successiva a quella che riceve l'ultimo seme di una semina.
Il turno prosegue con catture e semine a staffetta fino a quando l'ultimo seme di una semina non cade in una buca seguita da una buca vuota.
Se non è possibile iniziare il turno con una cattura, lo si inizia con una semina a partire da una buca a scelta. Per il resto, il turno evolve nello stesso modo.

### Vittoria
Vince, come nel bao, chi riesce a catturare tutti i semi presenti nella fila interna dell'avversario.